# Кампионе д'Италия
Кампио̀не д'Ита̀лия (на италиански: Campione d'Italia; на ломбардски: Campiun, Кампиун) е село и община в Северна Италия, провинция Комо, регион Ломбардия. Разположено е на 273 m надморска височина, на източния бряг на езеро Лаго ди Лугано. Населението на общината е 1958 души (към 2017 г.).
Кампионе д'Италия е италиански анклав в швейцарската територия на кантона Тичино. Обикновено се говори на италиански и на ломбардски, но се използва швейцарския телефонен код +41 091 за телефонните комуникации и обикновено се използва швейцарският франк заедно с еврото като всекидневна валута.